# Reine Alapini-Gansou
Reine Alapini-Gansou, née le 11 août 1956 à Abidjan, est une juriste béninoise. Depuis 2024, elle est juge (en) à la Cour pénale internationale.  

## Biographie

### Enfance et formation
Reine Alapini-Gansou est née à Abidjan le 11 août 1956.  
En 1999, elle est diplômée d'un DEA en droit et politique de l’environnement de université de Lomé, de l'université de Maastricht et de l'université royale du Bhoutan. Elle est également titulaire d'une maîtrise en droit des affaires et carrières judiciaires de l'Université nationale du Bénin, et d'autres diplômes dans le domaine du droit international et des droits de l'homme délivrés entre 1993 et 2002 par l'African Institute of Human Rights de Banjul, l'Institut international des droits de l'homme de Strasbourg et l'Organisation internationale de droit du développement de Rome. Elle obtient, en 2007, un diplôme universitaire de troisième cycle en droit de la Common Law à l'université Jean-Moulin-Lyon-III. 
Elle se spécialise en droit international, droits de l'homme, droit commercial et droit des affaires, notamment concernant les mécanismes alternatifs de résolution des différends, en droit du travail et en droit pénal.

### Carrière
Depuis 1986, Reine Alapini-Gansou est avocate au barreau du Bénin. En 1988, elle effectue un stage à Paris grâce à la Conférence internationale des barreaux . Entre 2000 et 2002, elle devient stagiaire auprès de l'Organisation internationale pour le droit du développement de Rome. À partir de l'année 2000, elle enseigne le droit à l'université d'Abomey-Calavi. 
En 2001, elle travaille pour le projet "Justice pour tous au Rwanda", porté par l'association Avocats sans frontières. Entre 2005 et 2009, puis entre 2002 et 2007, elle exerce la fonction de Rapporteuse spéciale sur les défenseurs des droits de l'homme à la Commission africaine des droits de l'homme et des peuples. Elle dirige et présente notamment un rapport sur la liberté d'association. Elle est membre du comité sur les droits humains des PVVIH et autres personnes vulnérables, qu'elle préside à sa création en 2009, pendant deux ans. Elle est présidente de cette commission entre 2009 et 2012, et effectue des missions de promotions dans plus de 45 pays. Reine Alapini-Gansou est présidente du conseil d'administration du Réseau ouest-africain des défenseurs des droits humains (ROADDH).
En 2009, elle obtient une décision de justice rendant anticonstitutionnel l'article du Code pénal béninois concernant l'adultère, jugé discriminatoire envers les femmes. Elle est également juriste-conseil pour les femmes victimes de violences et de viols, au centre pour le Droit et le développement de la femme.
Entre mai et juin 2011, elle est membre de la Commission internationale d'enquête des Nations unies sur les violences postélectorales en Côte d'Ivoire. Elle y dénonce notamment les violences faites aux femmes. Elle est ensuite membre de la Commission d'enquête des Nations unies sur le Burundi.  
Le 19 juillet 2011, elle rejoint en qualité de membre la Cour permanente d'arbitrage des Nations unies. À partir de 2012, elle délivre des formations sur la procédure devant la Cour pénale internationale au Centre international de formation des avocats francophones.  
Depuis le 11 mars 2024, Reine Alapini-Gansou est élue en séance plénière en tant que juge (en) et deuxième vice-présidente de la Cour pénale internationale pour un mandat de trois ans. 
Reine Alapini-Gansou est la nouvelle 2e vice-présidente de la Cour pénale internationale (CPI) élue par ses collègues juges le lundi 11 mars 2024 en séance plénière . 
Le 5 juin 2025, le gouvernement américain annonce des sanctions à l'encontre de quatre juges de la CPI dont Reine Alapini-Gansou (interdiction d’entrée sur le sol américain, gel des avoirs détenus aux États-Unis) pour avoir autorisé la CPI à émettre des mandats d’arrêt contre le premier ministre israélien Benyamin Netanyahou, et son ancien ministre de la défense Yoav Gallant.

## Distinctions
Reine Alapini-Gansou a reçu plusieurs distinctions pour sa contribution aux droits humains :
- 2010 : Lauréate du Prix des droits de l'Homme du cinquantenaire des indépendances africaines décerné par l’Académie des sciences d'outre-mer[10]
- 2012 : Distinction lors du 25e anniversaire de la Commission africaine des droits de l'homme et des peuples pour sa contribution au service des Droits de l’Homme pour l’Afrique .
- 2014 :  Distinction pour sa contribution à la lutte contre les discriminations fondées sur l'orientation sexuelle faite à l'égard des homosexuels [14].

## Appartenances à des associations professionnelles
1. Membre de l’Association internationale des avocats de la défense et membre du Barreau pénal international ;
2. Membre de la Coalition (Section du Bénin) pour la mise en œuvre du Statut de la Cour pénale internationale (secrétaire exécutive) ;
3. Membre du Comité national béninois pour la mise en œuvre du Statut de la Cour pénale internationale (1re vice-présidente) ;
4. Ancienne membre de l'Association des femmes juristes du Bénin ;
5. Ancienne membre de l’Association des femmes de l'éducation du Bénin (ASFEB) - Ancienne trésorière ;
6. Membre fondateur du Réseau béninois de défense des défenseurs des Droits de l'Homme ;
7. Présidente du Conseil d'administration de l'Association béninoise de droit du développement (ABDD) (à ce titre, conduit actuellement un projet sur l’appui juridique aux personnes vivant avec le VIH/SIDA et autres personnes vulnérables) ;
8. Membre fondateur du Réseau WILDAF–Bénin (Femmes droit et développement) (Secrétaire exécutive – Consultante pour le WILDAF sur la mise en œuvre effective de la Convention des Nations Unies sur toutes les formes de discrimination faites aux femmes) ;
9. Membre du Conseil d'administration du Service international pour les Droits de l'Homme ;
10. Membre de l'Association des femmes avocates du Bénin ;
11. Membre du Soroptimiste Club Doyen du Bénin[14].